# Koğuktaş, Hasköy
Koğuktaş là một xã thuộc huyện Hasköy, tỉnh Muş, Thổ Nhĩ Kỳ. Dân số thời điểm năm 2011 là 488 người.